# Indicador ordinal

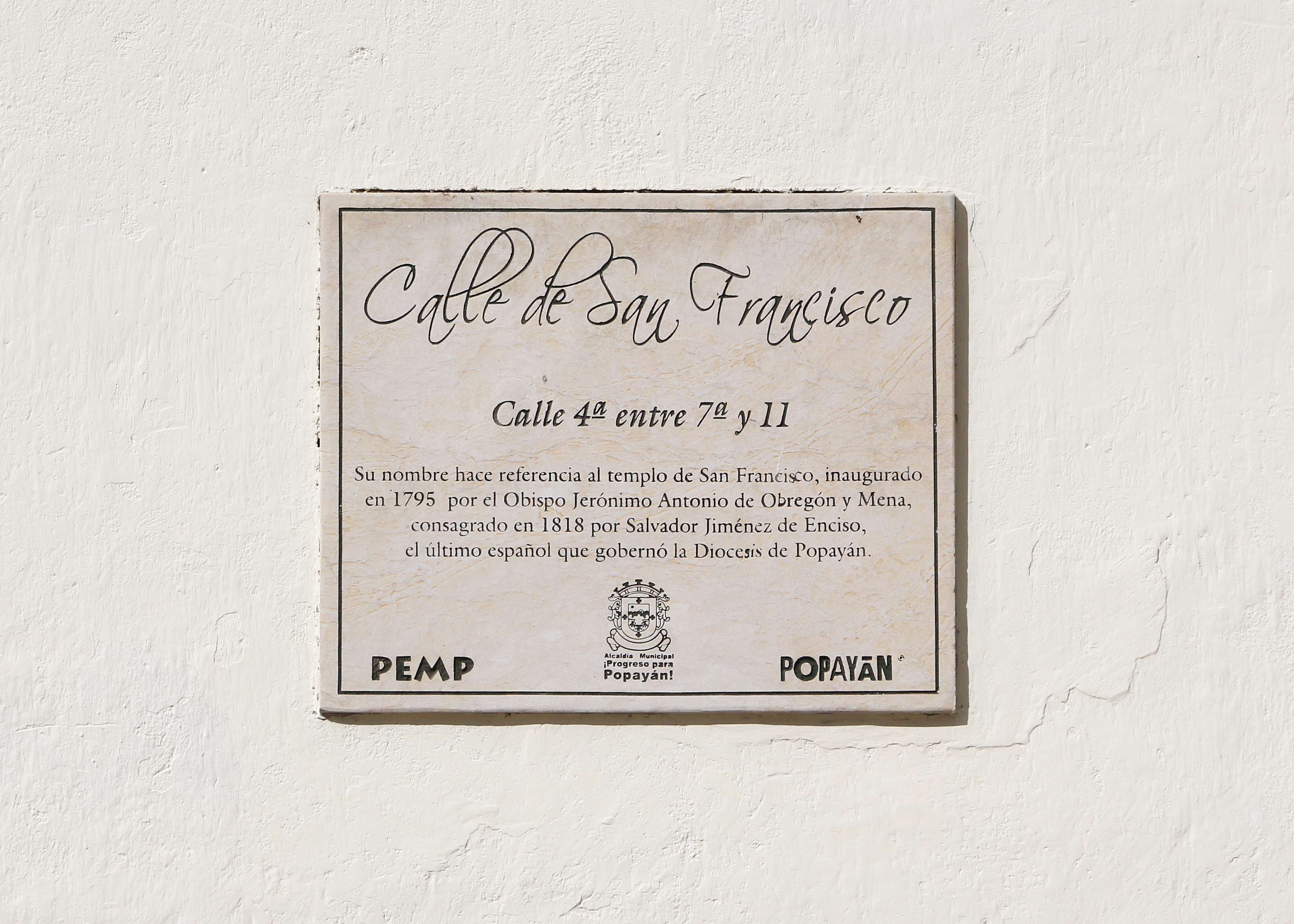
Indicadores ordinales en una placa: "Calle de San Francisco / Calle 4a entre 7a y 11".

Un indicador ordinal es un grupo de caracteres en las lenguas escritas que sigue a un número que denota un número ordinal en lugar de uno cardinal. Históricamente se formó a partir de la última letra o grupo de letras del nombre del ordinal que representa, por lo que la tipografía utilizada varía de acuerdo con el idioma.

## Uso

### Gallego, portugués, español e italiano
En estas lenguas los signos empleados son º para el género masculino y ª para el femenino.
El signo de ordinal masculino º es confundido frecuentemente con el símbolo de grado, que es °. Esto se debe la que en muchas fuentes los dos signos son casi idénticos. No obstante, en general, pueden reconocerse por la forma: mientras que el símbolo de grado es una circunferencia uniforme, el índice ordinal puede ser ovalado o elíptico, y además en algunas fuentes la letra 'o' puede aparecer subrayada.
Con todo, para evitar confusiones, el portugués y el español  prescriben la colocación de un punto entre el número y el indicador ordinal: 1.º (primero), 2.º (segundo), 3.º (tercero), etc.
En español, a menudo se subraya el signo de ordinal masculino º, y el femenino ª.

### Francés, bretón, francoprovenzal y occitano
Estas lenguas utilizan una variedad de sufijos dispuestos en forma volada siempre que es posible y sin punto abreviativo intercalado.
Los sufijos utilizados en el francés son:
- -er para el número 1 si el objeto calificado es masculino (p. ej.: 1er — premier)
- -re para el número 1 si el objeto calificado es femenino (p. ej.: 1re — première)
- -e o -ème para todos los otros números (p. ej.: 2e — deuxième)
- Se añade una s para pluralizar (p. ej.: 1res — premières; 2ds — seconds)

Para el número 2 también existen las formas masculina 2nd, a partir de second, y femenina 2nde, a partir de seconde.
En bretón, los sufijos son:
- 1añ,
- 2l,
- 3de,
- 4re,
- -vet para el resto de los números a partir del cinco: 5vet, etcétera.

En francoprovenzal:
- 1ér en masculino y 1ére en femenino,
- 2nd en masculino y 2nda en femenino, o bien 2émo
- El resto de los números se componen con el sufijo -émo.

En occitano, los sufijos son (respectivamente en masculino y en femenino):
- 1èr et 1èra,
- 2nd et 2nda,
- y los indicadores ordinales para los otros números se componen con los sufijos -en y -ena.

### Catalán
La lengua catalana señala los ordinales mediante simples abreviaturas compuestas con la cifra y, en función de si se trata de un singular o un plural, la última o las dos últimas letras de la palabra desarrollada: 1r (primer), 2a (segona), 3rs (tercers), 4t (quart), 5è (cinquè). Es facultativo ponerles punto abreviativo. No es tradicional ni corriente emplear letras voladas, aunque es posible hacerlo; en tal caso, se hace a la usanza del castellano, con punto antepuesto a la volada: 8.è (vuitè), 17.ns (dissetens).

### Inglés
En inglés se utilizan las siguientes combinaciones de letras:
- -st para los números terminados en 1 (p. ej.: 1st; 21st)
- -nd para los números terminados en 2 (p. ej.: 2nd; 22nd)
- -rd para los números terminados en 3 (p. ej.: 3rd; 23rd)
- -th para los números terminados en 11, 12 o 13, que hacen excepción a las reglas anteriores, y para todos los demás (p. ej.: 11th; 12th; 13th; 24th; 25th; 111th; 112th; 113th).

Por influencia del francés, estas letras se acostumbraban a emplear en el pasado en forma volada (p. ej.: 2nd, 34th), pero hoy en día prevalece la colocación en la línea de base del texto.